# Archimyrmex
Archimyrmex é um gênero extinto de formigas da subfamília Myrmeciinae [en] dos formicídeos, descrito pelo paleoentomologista Theodore Cockerell em 1923. O gênero inclui quatro espécies descritas: Archimyrmex rostratus, Archimyrmex piatnitzkyi, Archimyrmex smekali e Archimyrmex wedmannae. Fósseis do gênero, datados do Eoceno Médio, foram encontrados na América do Norte, América do Sul e Europa. Inicialmente classificado na subfamília Ponerinae, Archimyrmex foi posteriormente transferido para Myrmeciinae, sendo considerado um possível ancestral do gênero primitivo atual Myrmecia, da Austrália. Apesar disso, o gênero não pertence a nenhuma tribo, sendo classificado como incertae sedis dentro de Myrmeciinae. Alguns autores, no entanto, sugerem que Archimyrmex deveria ser considerado incertae sedis dentro da família Formicidae. Essas formigas são caracterizadas por grandes mandíbulas [en], comprimento corporal variando de 13,2 a 30 mm, pernas longas e finas, além de um mesossoma (tórax [en]) e pecíolo alongados.

## História e classificação
O gênero Archimyrmex foi descrito a partir de um fóssil solitário preservado como uma impressão em xisto fino da formação Green River [en], no Colorado. Esse fóssil, encontrado em julho de 1922 no sítio fóssil "estação 1", próximo ao topo da trilha Ute, foi coletado pela entomologista Wilmatte Porter Cockerell [en]. Uma parte do holótipo de Archimyrmex rostratus está depositada nas coleções de paleontologia da Universidade do Colorado, enquanto a contraparte está no Museu Nacional de História Natural, e, até 2002, outros onze fósseis eram conhecidos. O holótipo foi estudado por Theodore Dru Alison Cockerell, da Universidade do Colorado, e a descrição do gênero e da espécie, publicada em 1923 na revista The Entomologist, definiu o tipo. O epíteto específico "rostratus" refere-se ao contorno semelhante a um bico das mandíbulas observadas no espécime-tipo.
Cockerell inicialmente classificou o gênero na subfamília Ponerinae, observando semelhanças com Myrmecia e Prionomyrmex, sugerindo que Archimyrmex seria um intermediário entre esses gêneros. Em 1928, o paleoentomologista William Wheeler [en] reclassificou o gênero, transferindo-o para Myrmicinae. Essa classificação permaneceu até 2003, quando os paleoentomologistas russos G.M. Dlussky e K.S. Perfilieva moveram o gênero para a subfamília primitiva Myrmeciinae, com base nas semelhanças com Prionomyrmex. Em 1957, uma nova espécie fóssil foi descrita a partir da Formação Ventana, na região de rio Pichileufu, Argentina, por M.J. Viana e J.A. Haedo Rossi. Eles classificaram a espécie em um novo gênero, Ameghinoia, como Ameghinoia piatnitzkyi, também inicialmente colocado em Ponerinae. Em 1981, R.R. Snelling transferiu esse gênero para Myrmeciinae. Outra espécie da formação Ventana, descrita em 1981 por E. Rossi de Garcia, foi classificada em um novo gênero, Polanskiella, como Polanskiella smekali. Encontrada em um afloramento na área do rio Limay, Rossi de Garcia diferenciou a nova espécie de Archimyrmex piatnitzkyi com base na veniação das asas e na diferença de tamanho dos espécimes-tipo. Dlussky e Perfilieva examinaram fósseis dos três gêneros e, devido às semelhanças notáveis, sinonimizaram Ameghinoia e Polanskiella sob Archimyrmex, tratando ambos como sinônimos juniores. Uma quarta espécie, Archimyrmex wedmannae, foi descrita por Dlussky em 2012, com base em fósseis da formação Messel [en], na Alemanha. O epíteto específico foi escolhido em homenagem à paleoentomologista Sonja Wedmann.
Antes de ser classificado em Myrmeciinae, Wheeler considerou Archimyrmex como incertae sedis (do latim, "de colocação incerta") dentro de Myrmicinae, pois não podia ser atribuído com confiança a nenhuma tribo de formigas. Mesmo após sua transferência para Myrmeciinae, o gênero permaneceu como incertae sedis. Contudo, Cesare Baroni Urbani, da Universidade de Basileia, na Suíça, classificou o gênero como incertae sedis dentro da família Formicidae. Baroni Urbani justifica sua decisão destacando que as características de Archimyrmex são semelhantes às de Cariridris, um inseto do Cretáceo Inferior que já foi classificado em Myrmeciinae, mas agora é incertae sedis no subclado Aculeata. Archimyrmex também apresenta estrutura semelhante a outras formigas e insetos da ordem Hymenoptera. Embora os traços diagnósticos principais (sinapomorfias) das formigas Myrmeciinae não possam ser observados, as espécies descritas possuem escapos alongados (o primeiro segmento da antena), uma característica diagnóstica essencial para Formicidae. Um relatório de 2012 sobre novos fósseis de Myrmeciinae aceitou a classificação de Archibald e colegas, desconsiderando os comentários de Baroni Urbani.
O cladograma a seguir, gerado por Archibald e colegas, ilustra a possível posição filogenética de Archimyrmex entre algumas formigas da subfamília Myrmeciinae, sugerindo que Archimyrmex pode ser o ancestral de Myrmecia.
|  | Prionomyrmex janzeni   |
|  |                        |
|  | Prionomyrmex longiceps |
|  |                        |

|  | Macabeemyrma  |
|  |               |
|  | Avitomyrmex   |
|  |               |
|  | Ypresiomyrma  |
|  |               |
|  | Nothomyrmecia |
|  |               |

|  | Prionomyrmex janzeni   |
|  |                        |
|  | Prionomyrmex longiceps |
|  |                        |

|  | Macabeemyrma  |
|  |               |
|  | Avitomyrmex   |
|  |               |
|  | Ypresiomyrma  |
|  |               |
|  | Nothomyrmecia |
|  |               |

|  | Prionomyrmex janzeni   |
|  |                        |
|  | Prionomyrmex longiceps |
|  |                        |

|  | Macabeemyrma  |
|  |               |
|  | Avitomyrmex   |
|  |               |
|  | Ypresiomyrma  |
|  |               |
|  | Nothomyrmecia |
|  |               |

|  | Prionomyrmex janzeni   |
|  |                        |
|  | Prionomyrmex longiceps |
|  |                        |

|  | Macabeemyrma  |
|  |               |
|  | Avitomyrmex   |
|  |               |
|  | Ypresiomyrma  |
|  |               |
|  | Nothomyrmecia |
|  |               |

## Descrição
Os indivíduos de Archimyrmex possuem uma cápsula cefálica com mandíbulas grandes, de contorno retangular ou triangular, com uma combinação de dentes e dentículos (dentes menores) na margem interna. As ginas apresentam pernas longas, mesossomas alongados e um pecíolo também alongado, geralmente liso no perfil superior. A estrutura do pecíolo, combinada com pouca ou nenhuma constrição entre os segmentos abdominais III e IV, é única no gênero e o distingue de outros gêneros de Myrmeciinae.

### Archimyrmex piatnitzkyi

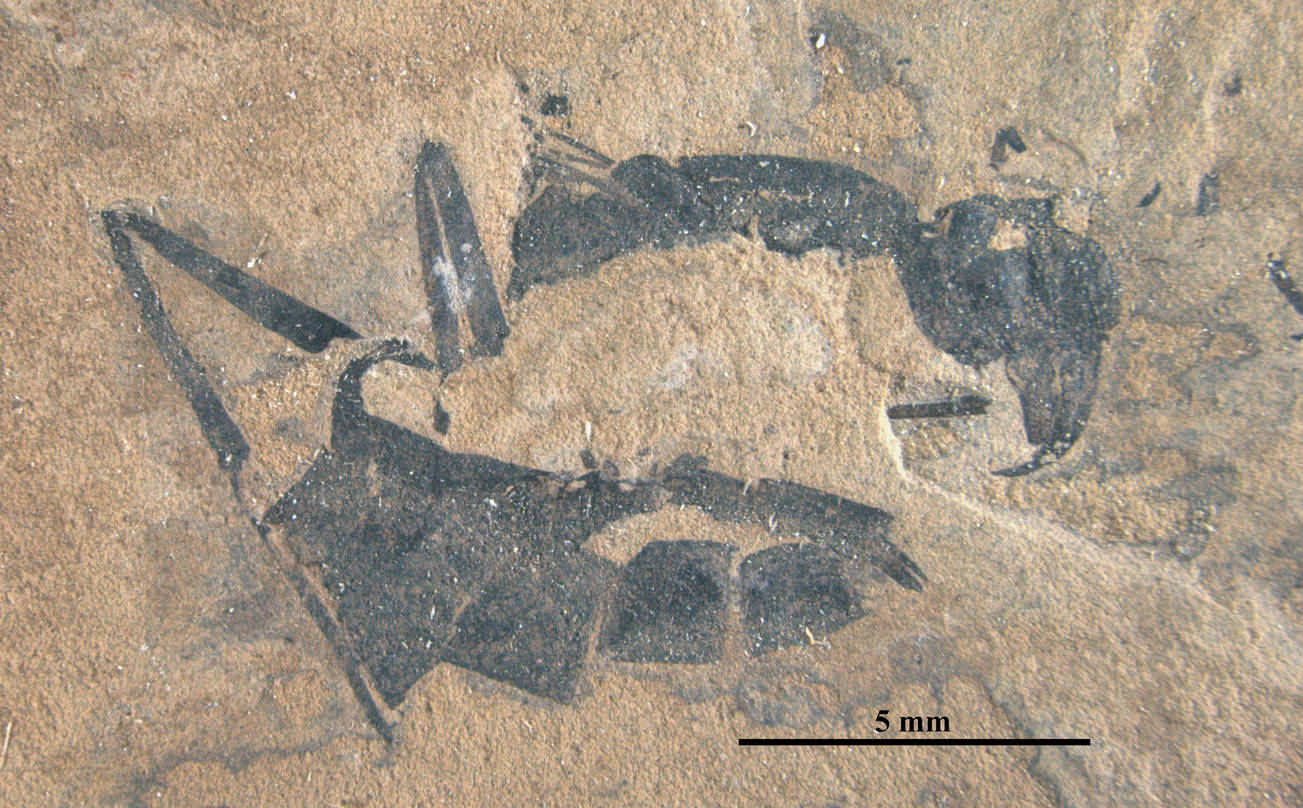
Holótipo de Archimyrmex piatnitzkyi

Archimyrmex piatnitzkyi é conhecido por três espécimes, com comprimento corporal entre 16 e 18 mm. O holótipo, recuperado da Formação Ventana, na bacia de Neuquén [en], Argentina, está preservado na coleção paleoentomológica do Museu de Ciências Naturais Bernardino Rivadavia [en]. A cápsula cefálica é ligeiramente oval, um pouco mais longa que larga, com mandíbulas alongadas, mas mais curtas que a cabeça. Assim como em Archimyrmex smekali, o mesossoma é robusto, com 1,7 a 1,8 vezes mais longo que alto. As pernas são longas e finas, semelhantes às das outras espécies. Diferentemente das demais, o pecíolo de Archimyrmex piatnitzkyi não apresenta um pós-pecíolo constrito.

### Archimyrmex rostratus

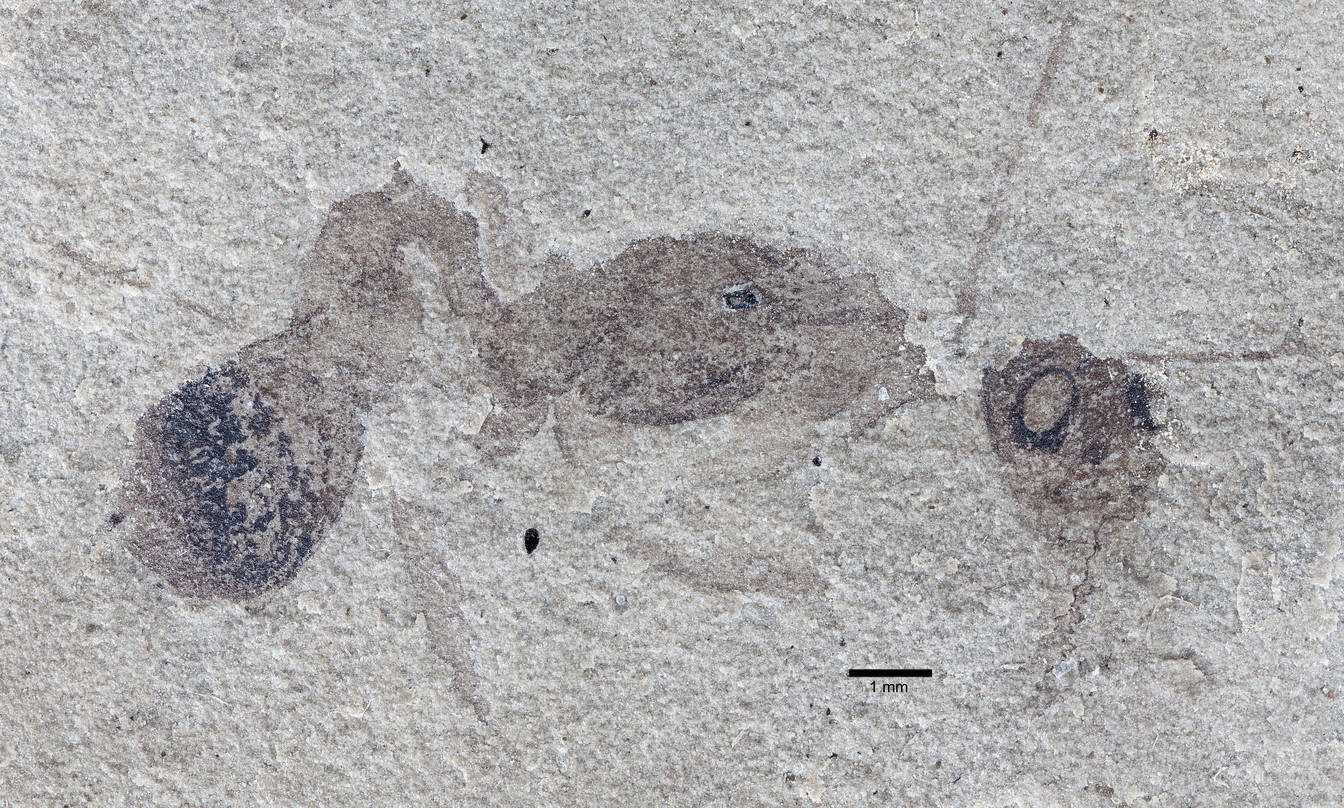
Holótipo de Archimyrmex rostratus

Os números dos espécimes-tipo são UC no. 15174 e USNM no. 69617 para a parte e contraparte. As fêmeas da espécie-tipo Archimyrmex rostratus têm um comprimento corporal estimado entre 13,2 e 15,8 mm, com um gastro [en] pequeno, mais curto que o mesossoma, e um ferrão curto e espesso. O comprimento da cabeça, excluindo as mandíbulas, é de 4 mm, o mesossoma mede 5,3 mm e o fêmur médio tem cerca de 3,7 mm. Os espécimes preservados da formação Green River [en] são marrons, com a região superior da cabeça e do gaster preta, semelhante a  Myrmecia nigriceps. As cápsulas cefálicas possuem antenas com um escapo longo, que ultrapassa a margem occipital da cabeça. As mandíbulas curtas e espessas apresentam vários dentes maiores intercalados com dentículos pequenos, com cerca de 50% do comprimento da cápsula cefálica. O escapo é longo e fino, o mesossoma é estreito e longo, e a largura do escudo é maior que seu comprimento. As pernas são notavelmente alongadas e finas, e o propódeo é ligeiramente convexo.

### Archimyrmex smekali
Archimyrmex smekali foi recuperado da formação Ventana, na Argentina. O lectótipo, numerado NMW no. 1972/1574/9, está no Museu de História Natural de Viena. A fêmea lectótipo tem um comprimento corporal estimado de 30 mm, com um mesossoma descrito como "relativamente robusto" (1,7 a 1,9 vezes mais longo que alto) e um gaster oval. Há uma constrição notável no segmento abdominal pós-pecíolo, não observada nas outras espécies. A cápsula cefálica possui mandíbulas com cerca de 70% do comprimento da cabeça, com quatro a cinco dentes grandes cada. O escapo antenal é mais longo que a margem occipital, e a antena tem aproximadamente doze segmentos. As pernas são alongadas e estreitas, o propódeo é ligeiramente convexo, e o pecíolo não apresenta um nodo. A. smekali se distingue das outras espécies pelo tamanho robusto, pela constrição no pós-pecíolo e pela ausência de nodo. Inicialmente, acreditava-se que a formiga tinha antenas com oito segmentos, mas o lectótipo possui sete; Dlussky observa que a descrição original de Elsa Rossi de Garcia não corresponde à sua descrição.

### Archimyrmex wedmannae
Archimyrmex wedmannae, descrita a partir de uma única gina encontrada na formação Messel [en], na Alemanha, tem aproximadamente 23 mm e é datada de 47 milhões de anos. O mesossoma mede 7,4 mm, a cabeça tem 2,8 mm, o escapo mede 3,4 mm, o diâmetro dos olhos é de 1,2 mm, e as asas anteriores têm 10,6 mm. A cabeça é mais curta que larga, com mandíbulas de comprimento semelhante ao da cabeça, de contorno triangular. Os olhos são ovais. Como nas outras espécies, o escapo antenal é longo, com um terço de seu comprimento ultrapassando a margem occipital da cabeça. O pronoto, em perfil, é reto ou ligeiramente côncavo, e o pecíolo é ligeiramente arredondado, sem nodo. O propódeo apresenta pequenos dentículos e é ligeiramente convexo, e as pernas são longas. O gaster possui um ferrão bem desenvolvido e longo. Essa espécie se distingue das demais de Archimyrmex pelas mandíbulas longas; a forma do pecíolo é quase idêntica à de A. smekali, mas suas mandíbulas são mais curtas e o mesossoma é mais compacto. A superfície dorsal do propódeo também é mais convexa.